# Inga chocoensis
Inga chocoensis är en ärtväxtart som beskrevs av T.S.Elias. Inga chocoensis ingår i släktet Inga och familjen ärtväxter. Inga underarter finns listade i Catalogue of Life.